# Myron H. Clark

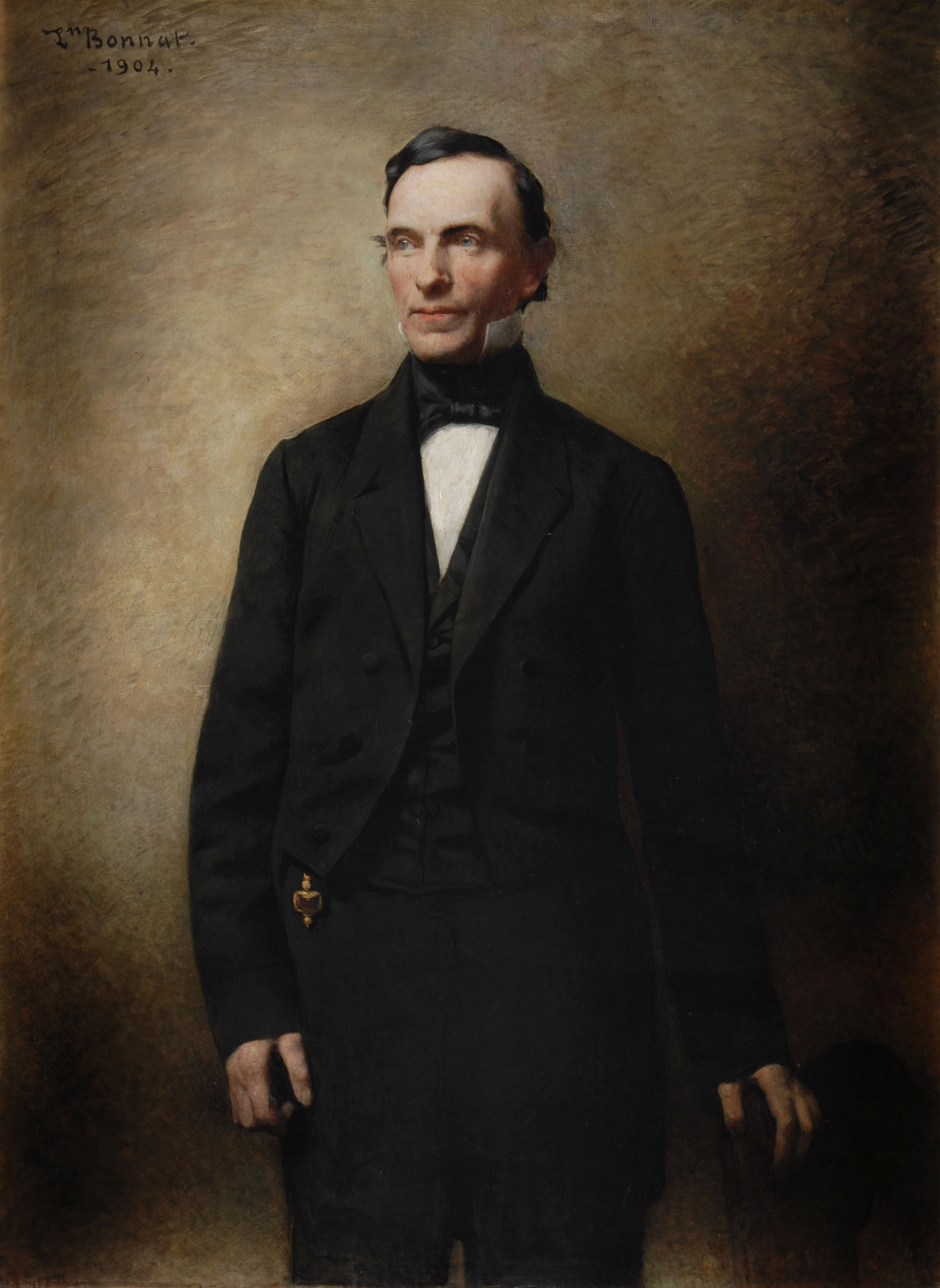
Myron H. Clark

Myron Holley Clark (* 3. Oktober 1806 in Naples, Ontario County, New York; † 23. August 1892 in Canandaigua, New York) war ein US-amerikanischer Politiker und von 1855 bis 1857 Gouverneur des Bundesstaates New York.

## Frühe Jahre und politischer Aufstieg
Myron Clark besuchte die öffentlichen Schulen seiner Heimat. Danach wurde er Mitglied in der Miliz seines Staates, in der er bis zum Oberstleutnant aufstieg. Clark wurde Mitglied der Whig Party. Zwischen 1837 und 1839 war er Sheriff im Ontario County. Nach seinem Umzug nach Canandaigua war er zwischen 1850 und 1851 Bürgermeister dieser Stadt. Von 1852 bis 1854 gehörte Clark dem Senat von New York an. Am 7. November 1854 wurde er in der knappsten Gouverneurswahl der Geschichte des Staates New York als Kandidat einer Koalition gegen die Sklaverei zum neuen Gouverneur seines Staates gewählt.

## Gouverneur von New York
Myron Clark war der letzte New Yorker Gouverneur, der den Whigs angehörte. Er amtierte zwischen dem 1. Januar 1855 und dem 1. Januar 1857. Bemerkenswert ist, dass er ein Prohibitionsgesetz erließ, das aber wenige Monate später vom Obersten Gerichtshof des Staates für nicht verfassungskonform befunden und für ungültig erklärt wurde. Schon seit seiner Zeit im Staatssenat hatte sich der Gouverneur für die Fusionen der Eisenbahngesellschaften in New York eingesetzt. Gleichzeitig sorgte er dafür, dass die Fahrpreise und Frachtgebühren niedrig blieben.

## Weiterer Lebenslauf
Nach dem Ende seiner Amtszeit blieb Myron Clark ein Anhänger der Prohibitionsbewegung. Im Jahr 1874 wurde er erfolgloser Kandidat der Prohibition Party für die Gouverneurswahlen. Ex-Gouverneur Clark verstarb im Jahr 1892 und wurde in Canandaigua beigesetzt. Mit seiner Frau Zilpha Watkins hatte er fünf Kinder.